# Vlastimil Lada-Sázavský
Vlastimil Lada-Sázavský, né le 31 mars 1886 à Prague et mort le 22 avril 1956 dans la même ville, est un escrimeur tchèque ayant représenté la Bohême aux Jeux olympiques. Il a remporté une médaille de bronze par équipes aux Jeux olympiques d'été de 1908 à Londres.

## Carrière
Les résultats sportifs de Lada-Sázavský s'étendent sur une période de deux ans, durant laquelle il combat aux trois armes. Il participe aux Jeux olympiques intercalés de 1906 au fleuret individuel, mais échoue au premier tour de poules. Deux ans plus tard, il participe aux épreuves d'épée et de sabre individuels et par équipes des Jeux de 1908. A l'épée, son aventure s'arrête au deuxième tour de poules et par équipes, la Bohême est nettement dominée par l'Italie sur le score de 12 assauts à 7. C'est au sabre qu'il s'illustre le mieux, bien qu'en individuel, il ne parvient pas à dépasser le deuxième tour. Par équipes, Lada-Sázavský tient son rang avec deux victoires et deux défaites dans une courte victoire contre les Pays-Bas (9-7), et tient un rôle crucial dans la victoire de la Bohême contre la France sur le même score, avec trois victoires pour une défaite. Malgré un bilan de parité (deux victoires et deux défaites) en finale contre l'irrésistible Hongrie, Lada-Sázavský ne peut empêcher la courte défaite de son équipe (7-9). Malgré sa participation à cette finale, la Bohême ne décroche que le bronze, l'Italie remportant l'argent à la faveur de sa victoire en petite finale.
Lada-Sázavský, malgré son jeune âge (il participe aux Jeux de 1908 à seulement vingt-deux ans), ne participe à aucune compétition à la suite des Jeux de 1908. Il meurt à Prague, sa ville natale, en avril 1956.

## Palmarès
- Jeux olympiques
  -  Médaille de bronze par équipes aux Jeux olympiques de 1908 à Londres